# Antoine de Caunes
Antoine de Caunes, noto anche con lo pseudonimo di Paul Persavon (Parigi, 1º dicembre 1953), è un attore, regista, conduttore televisivo, doppiatore e sceneggiatore francese.

## Biografia
Figlio del giornalista Georges de Caunes e della presentatrice Jacqueline Joubert, Antoine de Caunes cominciò a lavorare in televisione sul finire degli anni settanta. Per molto tempo fu un volto di Antenne 2 e di Canal+ e negli anni ottanta divenne noto anche fuori dalla Francia, quando venne assunto da BBC Two per condurre il programma televisivo Rapido. La popolarità che ne conseguì lo portò a condurre per molti anni su Channel 4 il programma per adulti Eurotrash, insieme allo stilista Jean-Paul Gaultier.
Nello stesso periodo, de Caunes affiancò all'attività di conduttore quella di attore. Nel 1989 prese parte al film Pentimento, poi nel 1998 fu protagonista della pellicola L'homme est une femme comme les autres, per la quale ottenne la nomination al Premio César per il migliore attore, e nel 1999 affiancò Valeria Bruni Tedeschi in Il colore della menzogna.
Oltre all'impegno come attore, de Caunes è anche regista e sceneggiatore; fra i suoi film più importanti si ricordano Love Bites - Il morso dell'alba, Monsieur N., riguardante la vita di Napoleone Bonaparte, e Coluche: l'histoire d'un mec, sulla vita del comico Coluche. Dal 2013 è il conduttore del talk-show quotidiano Le Grand Journal.
Dal matrimonio con la documentarista Gaëlle Royer è divenuto padre di Emma, anche lei attrice. Successivamente ha avuto una relazione con Agnès Léglise, dalla quale ha avuto il figlio Louis. Dopo una relazione con l'attrice Elsa Zylberstein, durata alcuni anni, si è sposato con la giornalista Daphné Roulier, con la quale ha avuto un altro figlio, Jules.

## Filmografia

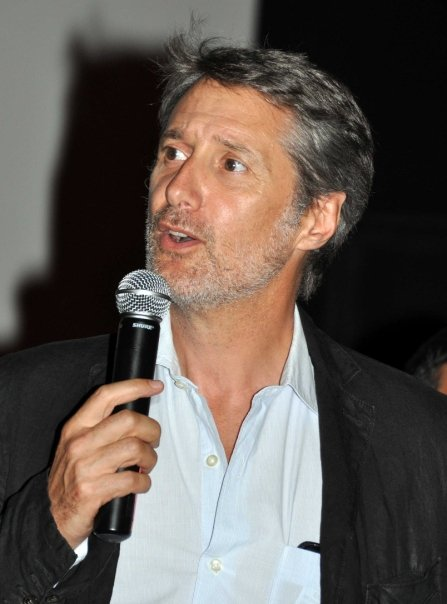
Antoine de Caunes nel 2009

### Attore
- Pentimento, regia di Tonie Marshall (1989)
- Una mamma per due papà (Les Deux papas et la Maman), regia di Jean-Marc Longval e Smaïn (1996)
- C'est pour la bonne cause!, regia di Jacques Fansten (1997)
- La divine poursuite, regia di Michel Deville (1997)
- L'homme est une femme comme les autres, regia di Jean-Jacques Zilbermann (1998)
- Il colore della menzogna (Au cœur du mensonge), regia di Claude Chabrol (1999)
- Chili con carne, regia di Thomas Gilou (1999)
- Là-bas... mon pays, regia di Alexandre Arcady (2000)
- Le vélo de Ghislain Lambert, regia di Philippe Harel (2001)
- Blanche, regia di Bernie Bonvoisin (2002)
- Les clefs de bagnole , regia di Laurent Baffie (2003)
- Un ami parfait, regia di Francis Girod (2006)
- Mr. Bean's Holiday, regia di Steve Bendelack (2007)
- Tu peux garder un secret?, regia di Alexandre Arcady (2008)
- 48 heures par jour, regia di Catherine Castel (2008)
- La folle histoire d'amour de Simon Eskenazy, regia di Jean-Jacques Zilbermann (2009)
- Mumu, regia di Joël Séria (2010)

### Regista
- T'en as? (1997)
- Love Bites - Il morso dell'alba (Les morsures de l'aube) (2001)
- Monsieur N. (2003)
- Désaccord parfait (2006)
- Coluche, l'histoire d'un mec (2008)
- Yann Piat, chronique d'un assassinat (2012)

### Doppiatore

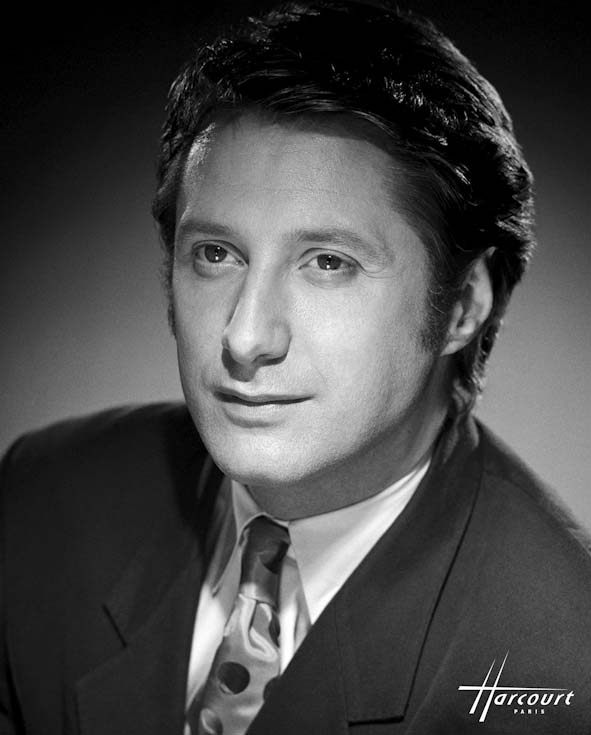
Antoine de Caunes

- Stuart Little - Un topolino in gamba (1999) - Voce di Stuart
- La strada per El Dorado (2000) - Voce di Miguel
- Lucky Luke (2001-2002) - Voce di Lucky Luke
- Stuart Little 2 (2002) - Voce di Stuart
- Illegal Love (2011) - Voce di Mark Leno
- Cendrillon au Far West (2012) - Voce del principe

## Televisione
- Bob le magnifique - film TV (1999)
- Les amants du bagne - film TV (2002)
- Kaamelott - serie TV (2006-2008)
- Off Prime - serie TV (2007)
- Du hard ou du cochon! - serie TV (2010)
- Bref. - serie TV (2012)
- Dangereuses retrouvailles - film TV (2013)
- Myster Mocky présente - serie TV (2013)

## Doppiatori italiani
- Francesco Prando in Il colore della menzogna

## Premi e riconoscimenti
- Premi César
  - 1999: Migliore attore per L'homme est une femme comme les autres, di Jean-Jacques Zilbermann - Nomination